# گرجی خاتون
گرجی خاتون (گرجی: გურჯი-ხათუნი)؛ Gürcü Hatun شاهدخت سلطنتی گرجستان (از ۱۲۳۷–۱۲۸۶) از باگراتیونی‌ها و ملکه همسر سلجوقیان روم و مورد علاقه سلطان کیخسرو دوم بود.
وی پس از مرگ کیخسرو دوم در ۱۲۴۶ با معین‌الدین پروانه ازدواج کرد. او مادر سلطان کیقباد دوم بود.
او با نام تامار (به گرجی: თამარი) متولد شد (یک نام و نام مقدس محبوب در پادشاهی گرجستان که بعد از مادر بزرگ خود ملکه تامار بزرگ نامگذاری شد).
گرجی خاتون دختر ملکه روسودان (Rusudan) گرجستان و شاهزاده غیاث‌الدین سلجوقی، نوه قلیچ ارسلان دوم بود.
او همچنین خواهر شاه دیوید ششم گرجستان بود.
عنوان او در زبان‌های ترکی، گرجی خاتون به معنی «بانوی گرجستان» می‌باشد.
مانند بسیاری از گرجی‌ها، وی در ابتدا یک مسیحی ارتدکس شرقی باقی ماند اما بعدها با کسب اطلاعات بیشتر در مورد چگونگی دین اسلام، مسلمان گردید.
گفته شده‌است که خورشید بر روی سکه‌های سلجوقی در آن زمان نماد تامار و شیر نشانگر سلطان بود. این نشان با عنوان شیر و خورشید، بعد از آن در جهان اسلام شناخته و گسترده شد (هر چند به گمان برخی ریشه‌های آن به دوران بسیار بعدتر می‌رسد).

## حمایت از مولوی
گرجی خاتون برای حمایت از علم و هنر شناخته شده‌است و در شرایط خاص با عارف و شاعر معروف مولوی ارتباط دوستانه داشته‌است و از مریدان وی به‌شمار می‌آمد تا حدی که از عین‌الدوله نقاش می‌خواهد تا چند نقش مینیاتوری از حضرت مولانا رسم کرده و به او دهد. او همچنین از ساخت و ساز مقبره این شاعر در قونیه حمایت نمود.